# 羅林斯鎮區 (伊利諾伊州喬戴維斯縣)
羅林斯鎮區（英語：Rawlins Township）是位於美國伊利諾伊州喬戴維斯縣的一個行政鎮區。

## 地方資料
根據2010年美國人口普查的數據，羅林斯鎮區的面積為30.40平方千米，當中陸地面積為30.40平方千米，而水域面積為0.00平方千米。當地共有人口444人，而人口密度為每平方千米14.61人。